# Alseodaphne coriacea
Alseodaphne coriacea är en lagerväxtart som beskrevs av André Joseph Guillaume Henri Kostermans. Alseodaphne coriacea ingår i släktet Alseodaphne och familjen lagerväxter. Inga underarter finns listade i Catalogue of Life.